# Борисово (станція метро)
Бори́сово (рос. Борисово) — станція південного радіусу Люблінсько-Дмитровської лінії Московського метрополітену. Розташована між станціями «Мар'їно» і «Шипиловська». Станція розташована на заході району «Братєєво», Південного адміністративного округу м. Москви.
Відкрита 2 грудня 2011. 183-тя за рахунком станція Московського метрополітену. Названа по колишньому селу Борисово, що увійшло до складу Москви в 1960.

## Технічна характеристика
Конструкція станції — односклепінна мілкого закладення (глибина закладення — 9 м).

## Колійний розвиток
Станція без колійного розвитку

## Оздоблення
Особливістю її оформлення є декорування склепіння світловими нішами, виконаними у вигляді вертикальних циліндрів. У конструкції склепіння передбачені службові галереї, що з'єднують підземні вестибюлі станції.
Як і на інших нових станціях Люблінсько-Дмитрівської лінії, на станції «Борисово» є ліфт для пасажирів.

### Ескалатори
На станції розташовані дві групи ескалаторів — по одній на кожен вестибюль (північний і південний). У кожній групі — по три ескалатори для спуску і підйому пасажирів.

## Пересадки
- Автобуси: 770, с827, 864